# 12773 Lyman
För andra betydelser, se Lyman.
12773 Lyman eller 1994 PJ10 är en asteroid i huvudbältet som upptäcktes den 10 augusti 1994 av den belgiske astronomen Eric W. Elst vid La Silla-observatoriet. Den är uppkallad efter fysikern Theodore Lyman.
Asteroiden har en diameter på ungefär 4 kilometer.